# Miamira
Miamira Bergh, 1875 è un genere di molluschi nudibranchi della famiglia Chromodorididae.

## Tassonomia
Il genere include le seguenti specie:
- Miamira alleni (Gosliner, 1996)
- Miamira flavicostata Baba, 1940
- Miamira magnifica Eliot, 1904
- Miamira miamirana (Bergh, 1875)
- Miamira moloch (Rudman, 1988)
- Miamira sinuata (van Hasselt, 1824)

### Sinonimi
- Miamira nobilis Bergh, 1874 =  Miamira sinuata (van Hasselt, 1824)

### Alcune specie

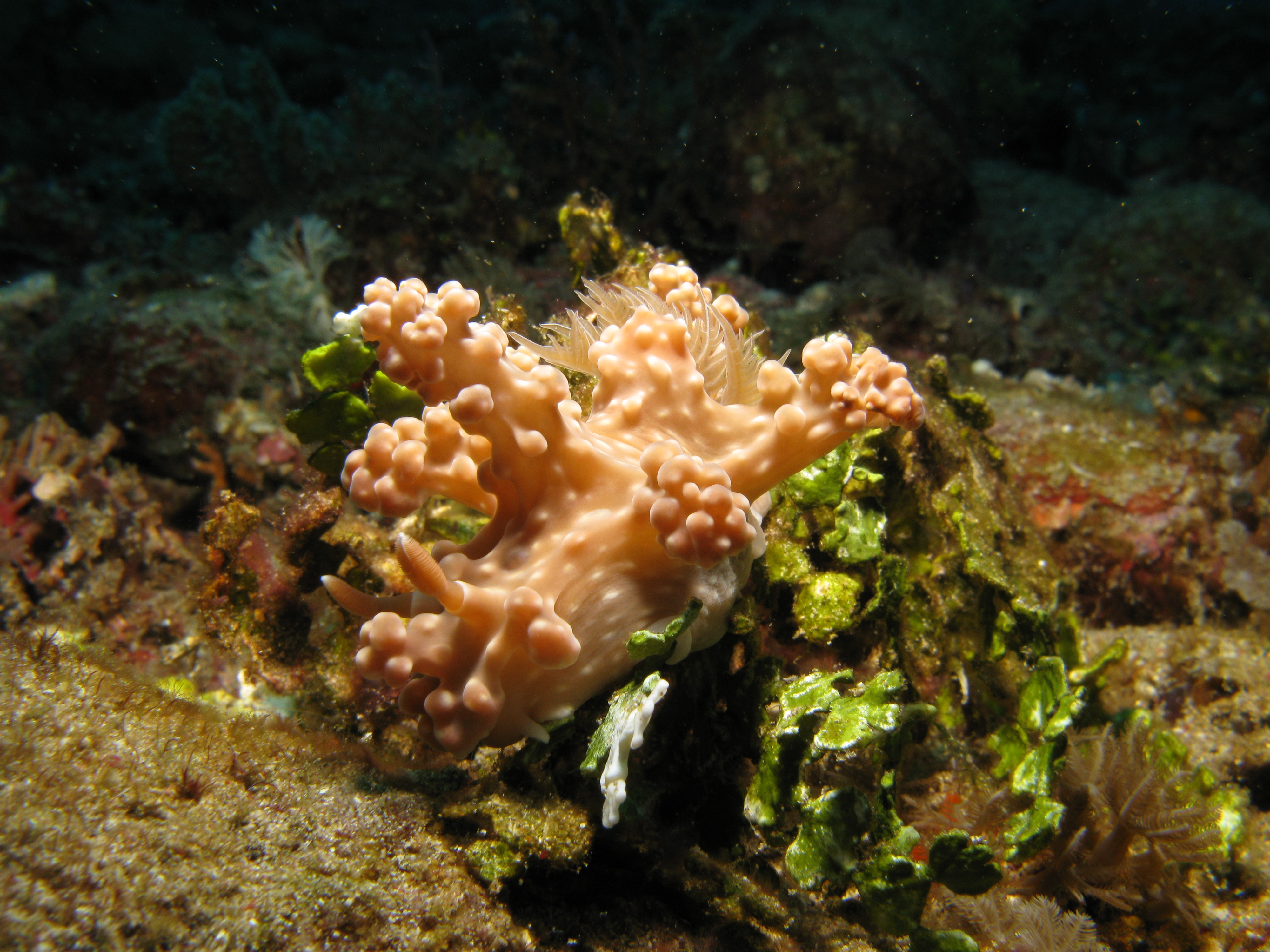
Miamira alleni
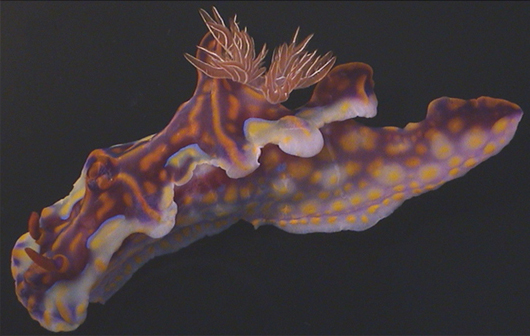
Miamira magnifica
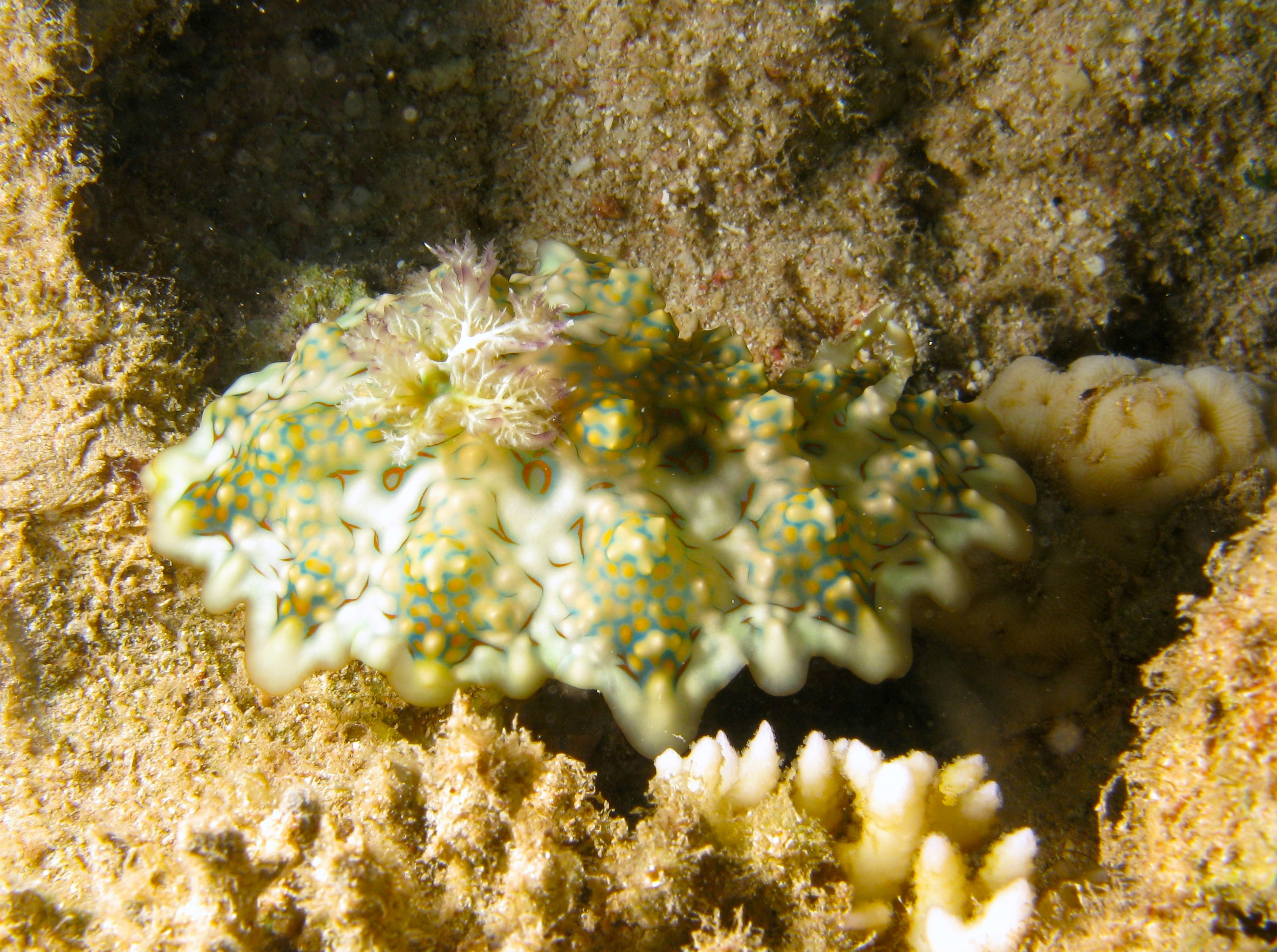
Miamira miamirana
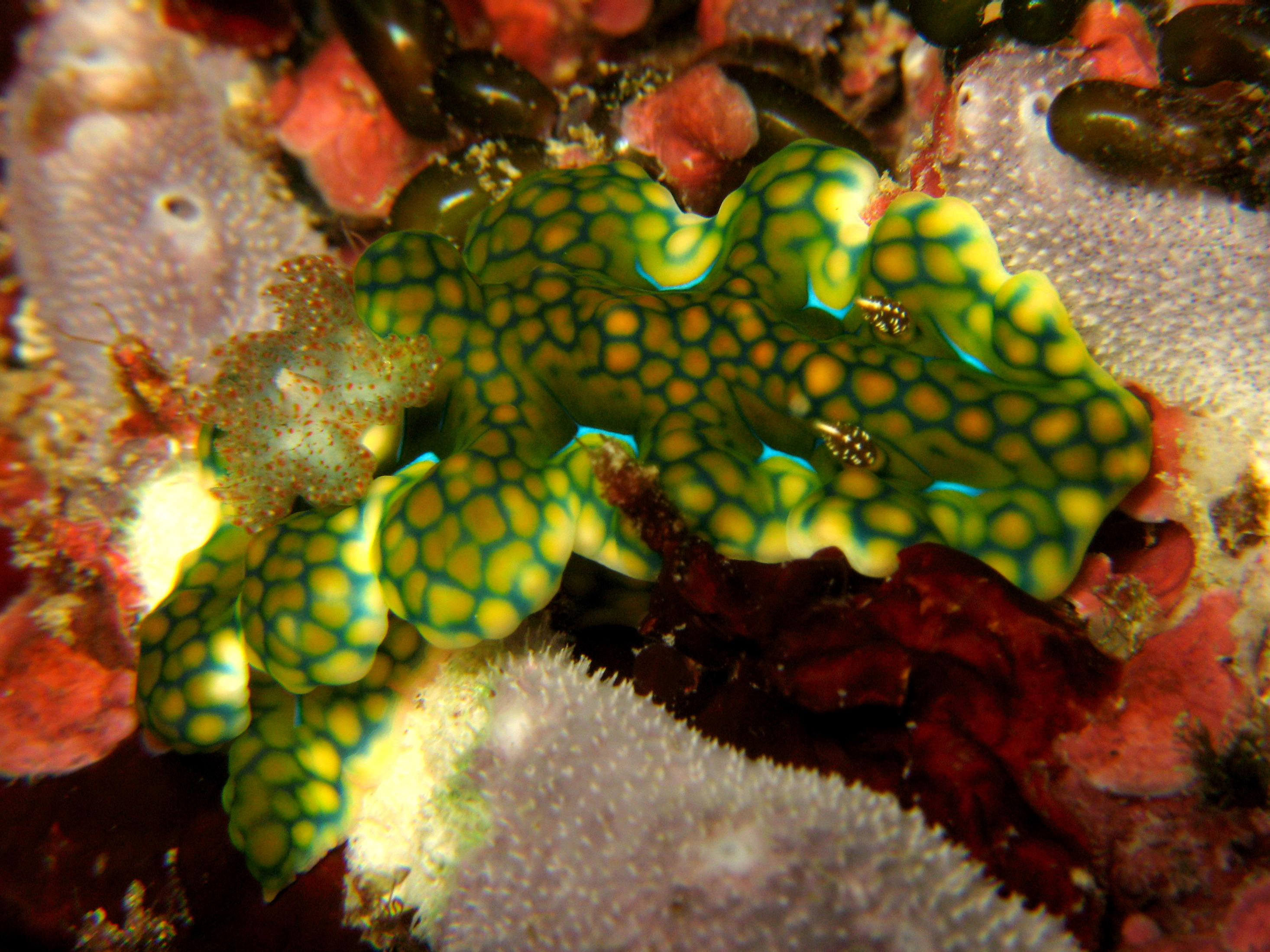
Miamira sinuata